# Oliver Augustini
Oliver Augustini (* 12. června 1990, v Ilavě) je slovenský obránce, v současnosti působící v FC Spartak Trnava.

## Fotbalová kariéra
Svou fotbalovou kariéru začal v MFK Dubnica, kde působil až do roku 2012. Poté odešel do FC Spartak Trnava. V roce 2012 odehrál jeden zápas za slovenskou reprezentaci do 21 let.